# 伊塔库鲁比
伊塔库鲁比是巴西南大河州的一个市镇。总面积1114.518平方公里，总人口3568人，人口密度3.2人/平方公里。